# Martin (Dakota del Nord)
Martin è un centro abitato (city) degli Stati Uniti d'America, situato nella Contea di Sheridan, nello Stato del Dakota del Nord. Nel censimento del 2000 la popolazione era di 96 abitanti. La città è stata fondata nel 1887.

## Geografia fisica
Secondo i rilevamenti dell'United States Census Bureau, la località di Martin si estende su una superficie di 0,20 km², tutti occupati da terre.

## Popolazione
Secondo il censimento del 2000, a Martin vivevano 96 persone, ed erano presenti 26 gruppi familiari. La densità di popolazione era di 422 ab./km². Nel territorio comunale si trovavano 48 unità edificate. Per quanto riguarda la composizione etnica degli abitanti, il 100% era bianco. La popolazione di ogni razza ispanica corrispondeva all'1,04% degli abitanti.
Per quanto riguarda la suddivisione della popolazione in fasce d'età, il 24,0% era al di sotto dei 18, il 5,2% fra i 18 e i 24, il 24,0% fra i 25 e i 44, il 19,8% fra i 45 e i 64, mentre infine il 27,1% era al di sopra dei 65 anni di età. L'età media della popolazione era di 43 anni. Per ogni 100 donne residenti vivevano 84,6 maschi.